# Trichaptum agglutinatum
Trichaptum agglutinatum är en svampart som beskrevs av Corner 1987. Trichaptum agglutinatum ingår i släktet Trichaptum och familjen Polyporaceae.   Inga underarter finns listade i Catalogue of Life.